# Jo Jo Gunne
Jo Jo Gunne — рок-группа, основанная в Лос-Анджелесе в 1971 году бывшими участниками Spirit Джеем Фергюсоном (клавишные, гитара, вокал) и Марком Андесом (бас и вокал). В состав группы также вошли брат Марка Мэтт (лид-гитара) и ударник Кёрли Смит.

## История группы
По словам Фергюсона, Spirit, одним из основных композиторов которой был он, состоял по сути из нескольких коллективов — джазового, блюзового и рок-группы в лице Марка и его. И после коммерчески малоуспешного «Twelve Dreams of Dr. Sardonicus» они покинули Spirit. Для их новой группы названием послужила композиция Чака Берри «Joe Joe Gun», выпущенная синглом в 1958.
В 1972 году выходит первый сингл группы «Run Run Run», ставший хитом в Британии, добравшись до 6 строчки, а в США — до 27. Вскоре из группы уходит Марк Андес, решивший ненадолго бросить музыку. В дальнейшем он войдет в состав групп Firefall и Heart. На замену ему пришел басист Джимми Рэндалл, с которым в 1973 было записано 2 альбома — Bite Down Hard и Jumpin' the Gunne, которые, отчасти из-за неудачного оформления, оказались коммерчески неуспешными. В 1974 из группы ушел Мэтт Андес, временно замененный Старом Дональдсоном, а затем Джоном Стэйли, до этого успевшим вместе с братом поиграть в Spirit. С ним был записан четвертый альбом «So…Where’s The Show?», после чего группа распалась.

## После распада
В дальнейшем как Фергюсон, так и братья Андесы и Кёрли Смит присоединялись к группе Spirit, а в 2005 году они вместе собрались под названием Jo Jo Gunne для записи альбома Big Chain, на который вошли ремейки старых, а также несколько новых песен.

## Дискография
- Jo Jo Gunne (1972)
- Bite Down Hard (1973)
- Jumpin' The Gunne (1973)
- So…Where’s The Show? (1974)
- Big Chain (2005)